# Яноши

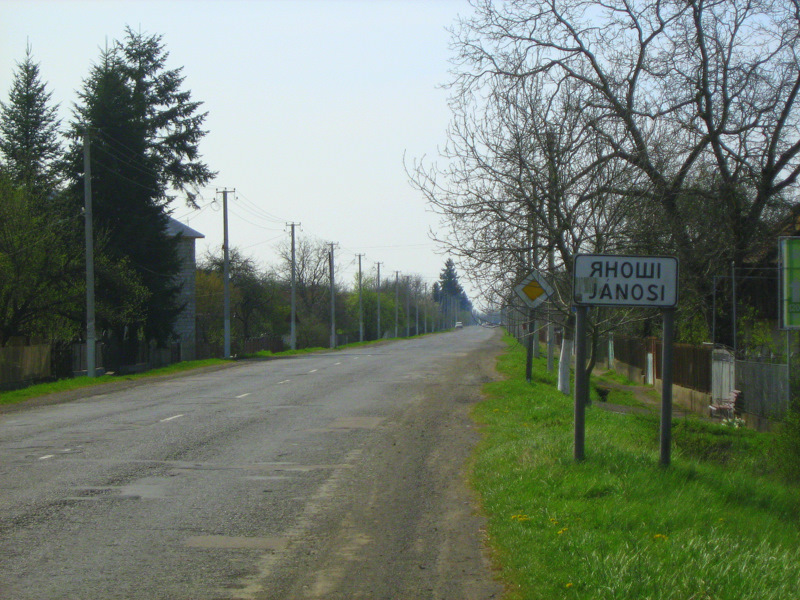
Село Яноши

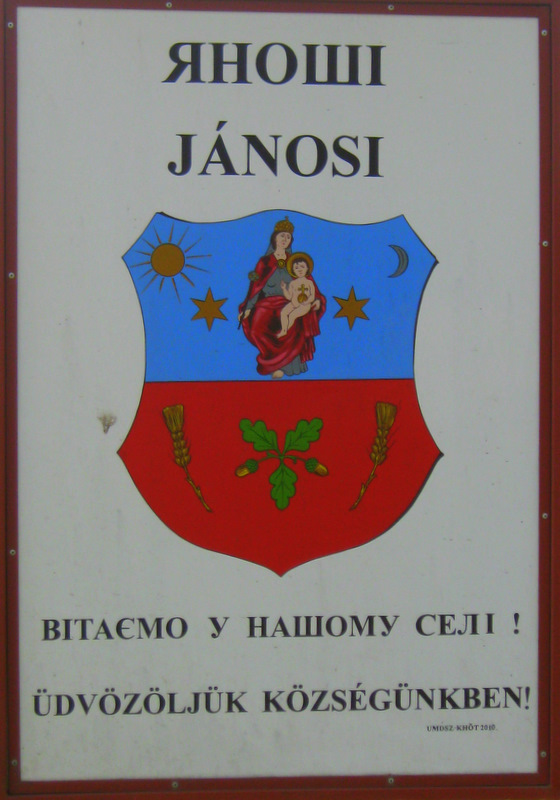
Герб при въезде в Яноши

Я́ноши (укр. Я́ноші, венг. Makkosjánosi Маккошьяноши) — село в Береговской городской общине Береговского района Закарпатской области Украины.
Население по переписи 2001 года составляло 2030 человек. Почтовый индекс — 90233. Телефонный код — 03141. Занимает площадь 3,8 км². Код КОАТУУ — 2120485201.

## История
В 1946 году указом ПВС УССР село Яношево переименовано в Ивановку.
В 1995 году селу возвращено историческое название